# Labialganglion
Das Labialganglion (Ganglion labiale) ist ein Nervenzellknoten (Ganglion) im Nervensystem ursprünglicher Insekten. Es ist eines der Ganglien des Strickleiternervensystems als Merkmal der Gliederfüßer.
Das Labialganglion gehört zu den drei vorderen Ganglienpaaren, durch die die Mundwerkzeuge versorgt werden, außerdem handelt es sich dabei um das Mandibularganglion (Ganglion mandibulare) und das Maxillarganglion (Ganglion maxillare). Das Labialganglion entspricht dabei dem Ganglion der 2. Maxille der Krebstiere. Bei höheren Insekten verschmelzen die drei Einzelganglien zum Unterschlundganglion.